# Eibeggsattel
Der Eibeggsattel ist ein 1001 m ü. A. hoher Alpenpass in der Obersteiermark. Der Pass stellt die Verbindung zwischen den Gemeinden Breitenau am Hochlantsch und Kindberg her.
Über den Eibeggsattel führt ein Abschnitt des Zentralalpenwegs 02A vom Hochschlag (1580 m) im Osten zum Schwarzkogel (1448 m) im Westen im Wesentlichen über den Hauptkamm der Fischbacher Alpen. Auf dem Sattel steht ein Bildstock.